# Maturovec
Maturovec is een plaats in de gemeente Krapinske Toplice in de Kroatische provincie Krapina-Zagorje. De plaats telt 106 inwoners (2001).